# Clorindaia hecaloides
Clorindaia hecaloides är en insektsart som beskrevs av Rauno E. Linnavuori 1975. Clorindaia hecaloides ingår i släktet Clorindaia och familjen dvärgstritar. Inga underarter finns listade i Catalogue of Life.